# Fleur East
Fleur East, ou simplement Fleur, née le 29 octobre 1987 à Walthamstow, dans la banlieue de Londres, est une chanteuse anglaise ayant terminé finaliste de la onzième saison du télé-crochet britannique The X Factor.

## Biographie
Elle passe les castings du X-Factor en 2005 en tant que membre du girl group Addictiv Ladies.
En 2012, elle se lance dans une carrière solo avec le label Strictly Rhythm et publie des chansons dance écrites par DJ Fresh et Drumsound & Bassline Smith.
Elle repasse les castings du The X Factor en 2014 lors de la onzième saison. Elle devient la première participante de l'émission à classer une de ses interprétations live en tête des ventes de l'iTunes Store britannique durant la compétition. Sa performance sur "Uptown Funk" de Mark Ronson featuring Bruno Mars sort en effet avant la version originale au Royaume-Uni et oblige la maison de disques à accélérer la sortie du single dans le pays.
En 2015, elle signe chez Syco Music et publie son premier album. Elle dévoile son premier single, "Sax" sur la scène de "The X-Factor" en novembre 2015 lors d'une prestation explosive.
Vendredi 13 mai 2016, elle participe à la 3e édition de One FM StarNight à l'Aréna de Genève.

## Discographie

### Album Studio
| Titre                         | Détails                                                                    |
| ----------------------------- | -------------------------------------------------------------------------- |
| Love, Sax and Flashbacks (en) | - Sortie: 4 décembre 2015 - Label: Syco Music - Format: téléchargement, CD |

### Extended plays
| Titre | Détails                                                                | Notes |
| ----- | ---------------------------------------------------------------------- | --- |
| She   | - Sortie: décembre 2013 - Label: auto-produit - Format: téléchargement | \| No \| Titre \| Durée \| \| -- \| ----------------- \| ----- \| \| 1. \| Mirror Mirror \| 3:50 \| \| 2. \| Look Again \| 3:02 \| \| 3. \| She \| 3:51 \| \| 4. \| Echo \| 4:20 \| \| 5. \| Super Rich Royals \| 4:00 \| |
| No    | Titre                                                                  | Durée |
| 1.    | Mirror Mirror                                                          | 3:50 |
| 2.    | Look Again                                                             | 3:02 |
| 3.    | She                                                                    | 3:51 |
| 4.    | Echo                                                                   | 4:20 |
| 5.    | Super Rich Royals                                                      | 4:00 |

### Singles

#### Comme artiste principal
| Année           | Titre                          | Classement | Classement | Classement | Classement | Classement | Classement | Classement | Certifications | Album                    |
| Année           | Titre                          | UK         | AUS        | IRE        | ECO        | POL        | ESP        | FRA        | Certifications | Album                    |
| --------------- | ------------------------------ | ---------- | ---------- | ---------- | ---------- | ---------- | ---------- | ---------- | -------------- | ------------------------ |
| 2012            | "Broken Mirror" (avec Cutline) | —          | —          | —          | —          | —          | —          | —          |                | Non-album singles        |
| 2013            | "Turn the Lights On"           | —          | —          | —          | —          | —          | —          | —          |                | Non-album singles        |
| 2015            | "Sax"                          | 3          | 25         | 5          | 2          | 51         | 24         | 200        | - BPI: Argent  | Love, Sax and Flashbacks |
| 2016            | "More and More (en)"           | —          | —          | —          | —          | —          | —          | —          |                | Love, Sax and Flashbacks |
| "—" non classé. |                                |            |            |            |            |            |            |            |                |                          |

#### Comme artiste participant
| Titre                                                           | Année | Album             |
| --------------------------------------------------------------- | ----- | ----------------- |
| "The One" (Horx & P3000 featuring Fleur)                        | 2012  | Non-album single  |
| "One in a Million" (Drumsound & Bassline Smith featuring Fleur) | 2013  | Wall of Sound     |
| "Around and Around" (Cicada featuring Fleur)                    | 2014  | Non-album singles |
| "Could You Be the One" (Wideboys featuring Fleur)               | 2014  | Non-album singles |

#### Comme invitée
| Titre                                   | Année | Album        |
| --------------------------------------- | ----- | ------------ |
| "Turn It Up" (DJ Fresh featuring Fleur) | 2012  | Nextlevelism |

## Parcours lors de "The X Factor"
| Performance et résultats dans The X Factor (2014) | Performance et résultats dans The X Factor (2014) | Performance et résultats dans The X Factor (2014) | Performance et résultats dans The X Factor (2014) |
| Stage                                             | Chanson                                           | Thème                                             | Résultat                                          |
| ------------------------------------------------- | ------------------------------------------------- | ------------------------------------------------- | ------------------------------------------------- |
| Room audition                                     | "Ordinary People"                                 | choix libre                                       | continue à l'arène                                |
| Arena audition                                    | "Fine China"                                      | choix libre                                       | continue au bootcamp                              |
| challenge des 6 chaises (bootcamp)                | "Paper Planes"                                    | choix libre                                       | continue à la maison des juges                    |
| Maison des juges                                  | "Bang Bang"                                       | choix libre                                       | continue aux shows live                           |
| semaine 1                                         | "All About That Bass"                             | n°1                                               | Sauvée (5e)                                       |
| semaine 2                                         | "It's a Shame (My Sister)"                        | nuit des années 80                                | Sauvée (7e)                                       |
| semaine 3                                         | "Lady Marmalade"                                  | film du samedi soir                               | Sauvée (5e)                                       |
| semaine 4                                         | "Thriller"                                        | Fright Night (Halloween)                          | Sauvée (6e)                                       |
| semaine 5                                         | "Will You Be There"                               | Michael Jackson vs. Queen                         | Sauvée (5e)                                       |
| semaine 6                                         | "Bang Bang"                                       | Big Band                                          | Sauvée (2e)                                       |
| semaine 7                                         | "I'm Every Woman"                                 | Whitney Houston vs. Elton John                    | Sauvée (2e)                                       |
| semaine 8                                         | "A Fool in Love"                                  | chanson choisie par le juge invité (Emeli Sandé)  | Sauvée (3e)                                       |
| semaine 8                                         | "If I Ain't Got You"                              | chanson choisie par le public                     | Sauvée (3e)                                       |
| semaine 9                                         | "All I Want for Christmas Is You"                 | chanson de noêl                                   | Sauvée (2e)                                       |
| semaine 9                                         | "Uptown Funk"                                     | chanson pour la finale                            | Sauvée (2e)                                       |
| semaine 10                                        | "Can't Hold Us"                                   | pas de theme                                      | Finaliste (34.3%)                                 |
| semaine 10                                        | "Beneath Your Beautiful"                          | Duo avec une célébrité (avec Labrinth)            | Finaliste (34.3%)                                 |
| semaine 10                                        | "Uptown Funk"                                     | meilleur de la saison                             | Finaliste (34.3%)                                 |
| semaine 10                                        | "Something I Need"                                | single du gagnant                                 | Finaliste (34.3%)                                 |